# Juncus coriaceus
Juncus coriaceus là một loài thực vật có hoa trong họ Juncaceae. Loài này được Mack. mô tả khoa học đầu tiên năm 1929.